# Hygroskopi

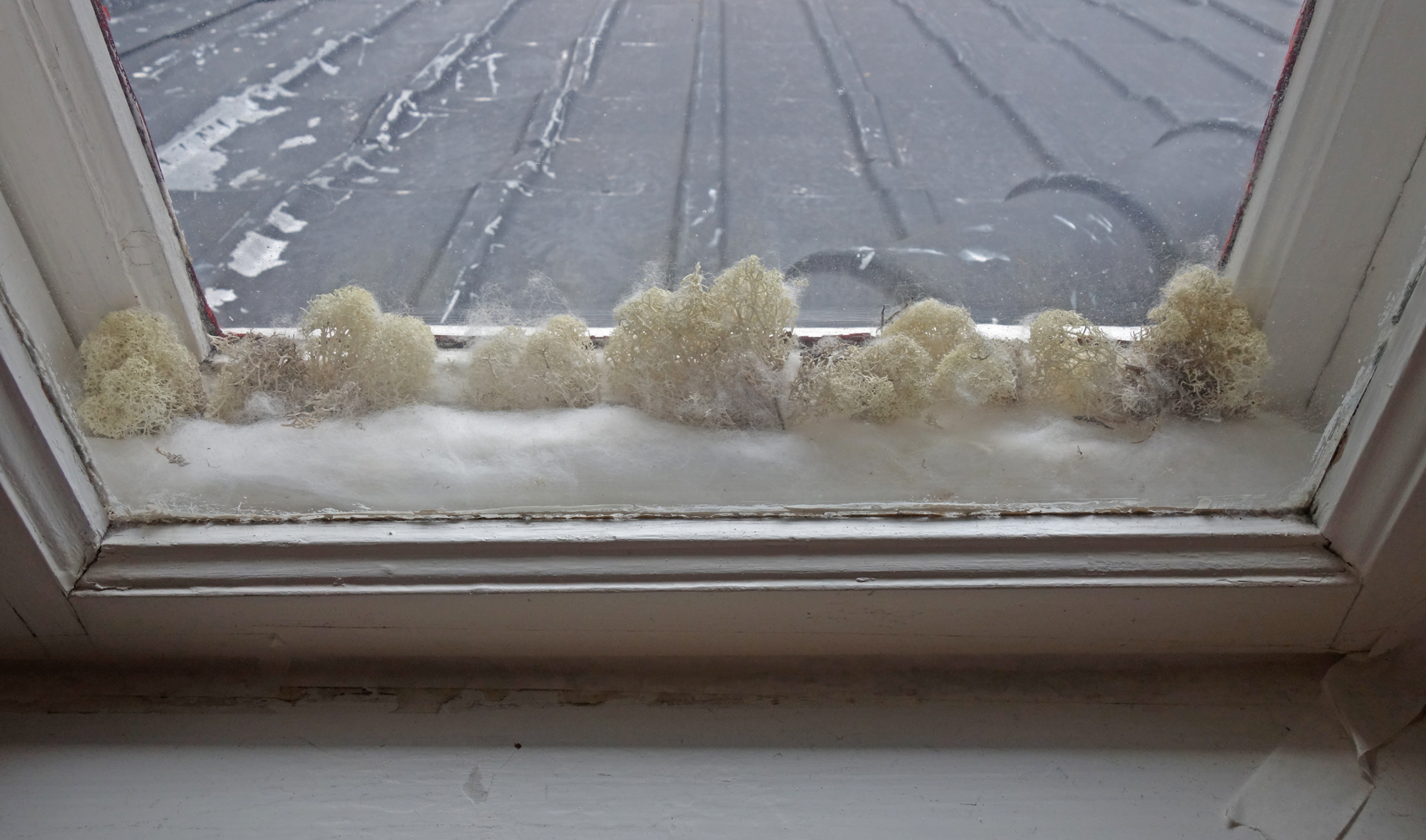
Fönsterlav har här placerats tillsammans med fönstervadd i utrymmet mellan ytterfönster och löstagbara innanfönster för att ta upp fukt och förebygga frostrosor.

Hygroskopi (från grekiskans hygros (våt) och skopeo (se)) är den egenskap hos vissa ämnen eller material att kunna ta upp vatten (vattenånga) från bland annat luften (se luftfuktighet). Ett sådant ämne är hygroskopiskt.
När den relativa luftfuktigheten överstiger ett visst värde tar ett hygroskopiskt ämne upp vatten från luften. Denna egenskap kan vara såväl ett problem som en önskvärd egenskap. 
I vissa fall reagerar det hygroskopiska ämnet med vattnet och bildar en ny kemisk förening. Ett exempel är P2O5 som bildar fosforsyra H3PO4. Därmed går det ursprungliga ämnets egenskaper förlorade. I andra fall bildas en lösning eller blandning av vatten och det hygroskopiska ämnet eller enbart en hopklumpning av ett från början luckert material.
En önskad effekt kan vara när det hygroskopiska ämnet används som torkmedel, till exempel kiselgel (SiO2).
Ett annat torkmedel är kalciumklorid (CaCl2). Det är detta ämne som ingår i en så kallad torrboll. Kalciumklorid används också som dammbindande medel på grusvägar. Därvid sugs fuktighet upp ur luften, och vägbanan blir fuktig utan att det har regnat. Torrbollen övergår efterhand till vätska med jämvikt vid 40 % relativ fuktighet hos omgivande luft. I vätskeform kan kalciumklorid dra åt sig ytterligare vattenånga ur luften med ny jämvikt vid 20 % relativ fuktighet. 
En del salter ändrar antalet molekyler kristallvatten med luftfuktigheten. Ett exempel är magnesiumsulfat.
Svavelsyra (H2SO4) i ett öppet kärl mellan glasrutorna i gamla byggnader med lösa innanfönster var förr ett knep att hålla luften torr, så att det inte bildades rimfrost mellan rutorna kalla dagar. Ett mindre riskfyllt alternativ till svavelsyra är fönstervadd eller fönsterlav.
Andra exempel på hygroskopiska ämnen är ammoniumnitrat (NH4NO3), etanol (C2H5OH), kaliumbensoat (C7H5KO2), fosforpentoxid (P2O5) och magnesiumsulfat (MgSO4).

## Kritisk relativ luftfuktighet
Gränsen för när ett hygroskopiskt ämne börjar ta upp vatten från omgivande luft beror bland annat på temperatur och vilket ämne det är. Gränsen för relativ luftfuktighet vid rumstemperatur för några olika ämne. litiumklorid 12% ammoniumnitrat 59% , kaliumfluorid  31%,  kaliumkarbonat 43%, natriumbromid  58% kaliumklorid 84%, kaliumnitrat 90,5%, kaliumsulfat 96%. Mättade lösningar av sådana ämne kan användas för kalibrering av hygrometrar.

## Delikvescens
Delikvescenta ämnen (av latin deliquescere, "flyta sönder") är en typ av hygroskopiska ämnen som löser sig och flyter sönder (delikvescerar) i det upptagna vattnet. Delikvescenta ämnen är bland annat hydroxider av alkalimetaller (natrium, kalium), karbonater av alkalimetaller och kalciumklorid.